# Ariogala
Ariogala (in samogitico Ariuogala; in polacco Ejragoła) è una città della Lituania, situata nella contea di Kaunas.